# Adam Courchaine
Adam Courchaine (* 23. května 1984 Winnipeg) je kanadský hokejový útočník působící v týmu Coventry Blaze v Elite Ice Hockey League. Mimo Kanadu působil na klubové úrovni v USA, Rakousku, Německu, Česku a ve Švýcarsku.

## Hráčská kariéra
Svoji profesionální kariéru nastartoval v týmu Medicine Hat Tigers, odkud v průběhu sezony 2001/02 přestoupil do jiného kanadského týmu Vancouver Giants, kde působil do léta 2004. Tehdy se stal hráčem amerického týmu Houston Aeros. V ročníku 2004/05 hrál také za americké týmy Pensacola Ice Pilots a Gwinnett Gladiators. V létě 2006 odešel do Evropy a upsal se klubu z Rakouska EK Zell am See. Následně působil v německé DEL. Hrál zde za EV Duisburg Die Füchse a DEG Metro Stars. Ročník 2012/13 odstartoval v rakouském Graz 99ers a poté, co se vrátil do EV Duisburg Die Füchse zamířil do jiného německého týmu Krefeld Pinguine. Působil zde i v následujících dvou ročnících, avšak sezonu 2014/15 dohrál ve švýcarském EHC Olten. V létě 2015 uzavřel roční smlouvu s Mountfield HK. V lednu 2016 uzavřel s vedením mužstva nový kontrakt na dva roky. V srpnu 2016 porušil podmínky smlouvy, když nedorazil do Hradce na přípravu na ledě. Následně zamířil do EBEL do maďarského mužstva Fehérvár AV19.

## Ocenění a úspěchy
- 2008 DEL - All-Star Game
- 2014 DEL - Nejlepší nahrávač
- 2014 DEL - Nejproduktivnější hráč

## Klubová statistika
| Sezona    | Klub                   | Soutěž  | Základní část | Základní část | Základní část | Základní část | Základní část | Play off | Play off | Play off | Play off | Play off |
| Sezona    | Klub                   | Soutěž  | Z             | G             | A             | B             | TM            | Z        | G        | A        | B        | TM       |
| --------- | ---------------------- | ------- | ------------- | ------------- | ------------- | ------------- | ------------- | -------- | -------- | -------- | -------- | -------- |
| 2001/2002 | Medicine Hat Tigers    | WHL     | 45            | 5             | 5             | 10            | 6             | —        | —        | —        | —        | —        |
| 2001/2002 | Medicine Hat Tigers    | WHL     | 45            | 5             | 5             | 10            | 6             | —        | —        | —        | —        | —        |
| 2001/2002 | Vancouver Giants       | WHL     | 29            | 16            | 12            | 28            | 8             | —        | —        | —        | —        | —        |
| 2002/2003 | Vancouver Giants       | WHL     | 71            | 43            | 42            | 85            | 24            | 4        | 2        | 1        | 3        | 2        |
| 2003/2004 | Vancouver Giants       | WHL     | 79            | 39            | 43            | 82            | 34            | 11       | 4        | 6        | 10       | 6        |
| 2004/2005 | Vancouver Giants       | WHL     | 71            | 28            | 50            | 78            | 32            | 6        | 4        | 3        | 7        | 2        |
| 2005/2006 | Houston Aeros          | AHL     | 10            | 0             | 0             | 0             | 0             | —        | —        | —        | —        | —        |
| 2005/2006 | Pensacola Ice Pilots   | ECHL    | 42            | 21            | 28            | 49            | 24            | —        | —        | —        | —        | —        |
| 2005/2006 | Gwinnett Gladiators    | ECHL    | 3             | 0             | 2             | 2             | 0             | 17       | 5        | 8        | 13       | 6        |
| 2006/2007 | EK Zell am See         | 1. liga | 32            | 41            | 50            | 91            | 38            | 9        | 3        | 11       | 14       | 31       |
| 2007/2008 | EV Duisburg Die Füchse | DEL     | 56            | 28            | 22            | 50            | 30            | —        | —        | —        | —        | —        |
| 2008/2009 | DEG Metro Stars        | DEL     | 39            | 14            | 24            | 38            | 18            | 16       | 12       | 4        | 16       | 4        |
| 2009/2010 | DEG Metro Stars        | DEL     | 50            | 18            | 26            | 44            | 18            | 3        | 1        | 0        | 1        | 0        |
| 2010/2011 | DEG Metro Stars        | DEL     | 52            | 16            | 17            | 33            | 16            | 9        | 1        | 6        | 7        | 4        |
| 2011/2012 | DEG Metro Stars        | DEL     | 52            | 13            | 15            | 28            | 30            | 7        | 2        | 5        | 7        | 0        |
| 2012/2013 | Graz 99ers             | EBEL    | 3             | 0             | 0             | 0             | 2             | —        | —        | —        | —        | —        |
| 2012/2013 | EV Duisburg Die Füchse | 2. liga | 9             | 8             | 16            | 24            | 4             | —        | —        | —        | —        | —        |
| 2012/2013 | Krefeld Pinguine       | DEL     | 33            | 17            | 18            | 35            | 16            | —        | —        | —        | —        | —        |
| 2013/2014 | Krefeld Pinguine       | DEL     | 51            | 29            | 45            | 74            | 6             | 5        | 1        | 4        | 5        | 0        |
| 2013/2014 | Krefeld Pinguine       | DEL     | 51            | 29            | 45            | 74            | 6             | 5        | 1        | 4        | 5        | 0        |
| 2014/2015 | Krefeld Pinguine       | DEL     | 27            | 11            | 12            | 23            | 4             | —        | —        | —        | —        | —        |
| 2014/2015 | EHC Olten              | NLB     | 5             | 1             | 5             | 6             | 2             | 1        | 0        | 3        | 3        | 0        |
| 2015/2016 | Mountfield HK          | ČHL     | 48            | 17            | 13            | 30            | 8             | 6        | 0        | 0        | 1        | 4        |